# Llagostí cafè
El llagostí cafè (Farfantepenaeus aztecus) és una espècie crustaci decàpode marí de la família Penaeidae, que es troba a les costes orientals de Mèxic i els Estats Units. És una espècie comestible d'important valor comercial als Estats Units. En idioma anglès la FAO es refereix a ella com northern brown shrimp; altres noms comuns als Estats Units són brown shrimp, golden shrimp, red shrimp o redtail shrimp.

## Distribució
Farfantepenaeus aztecus es troba a la costa Atlàntica des de Massachusetts a Texas, i a la costa mexicana des de Tamaulipas a Campeche. Viu a fondàries d'entre 4 i 160 metres. Els seus joves es troben en aigües o estuaris marins, mentre que els adults són marins.

## Descripció
Les femelles arriben a fer 236 mm de llargada i els mascles 195 mm.

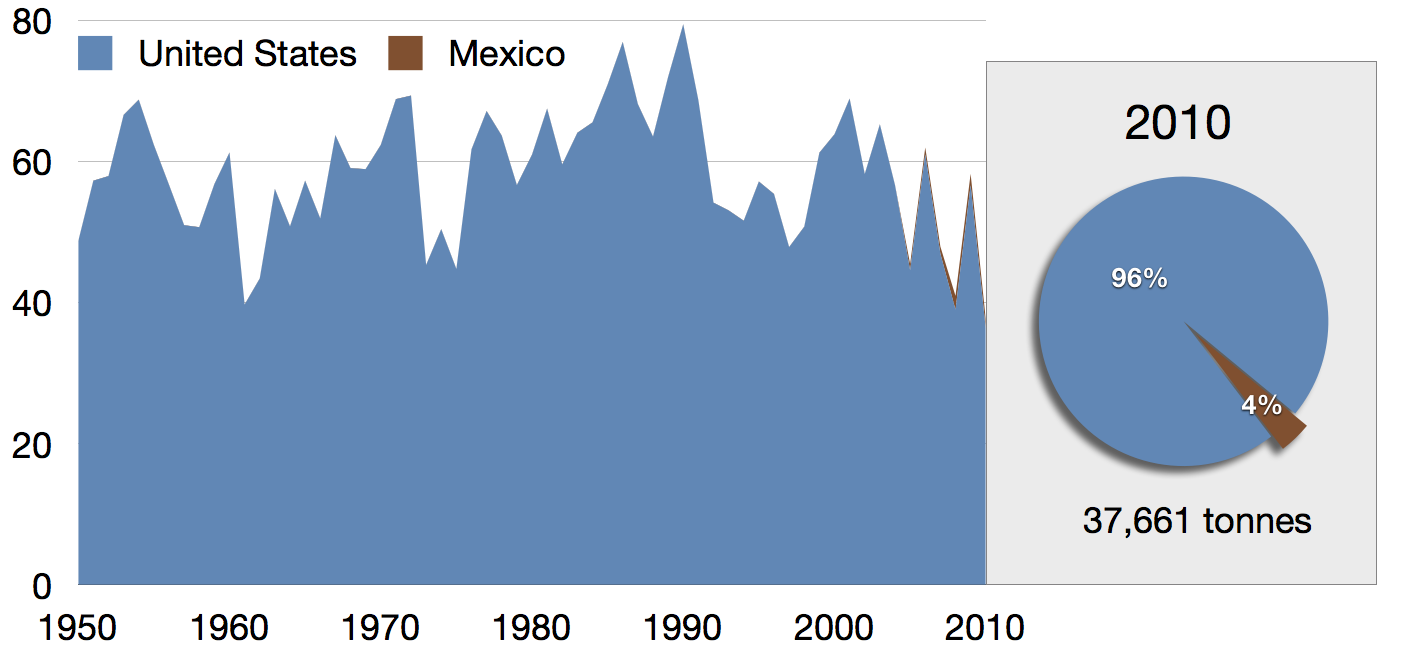
Pesca mundial de Farfantepenaeus aztecus en milers de tones, FAO, 1950–2010